# Pád komunismu v Maďarsku
Pád komunismu v Maďarsku nebo také Změna systému v Maďarsku je označení pro období změn v Maďarské lidové republice v letech 1988–1989, které vedly k pádu komunistického režimu a přeměně politického zřízení na demokratický systém. K urychlení změn přispěl i pád komunismu v okolních státech a následný rozpad bývalého Východního bloku a narůstající nespokojenost obyvatelstva s ekonomickou a politickou situací v zemi.
Z širšího hlediska toto období zhruba zahrnuje poslední roky existence Maďarské lidové republiky, vznik demokratické opozice, události v roce 1989, vyhlášení Maďarské republiky a končí prvními svobodnými volbami po 43 letech na jaře 1990.

## Předcházející události

Státní znak MLR (1958–1989)

Po krvavém potlačení povstání v roce 1956 a následném obdobím normalizace pod vedením Jánose Kádára nastává v 60. letech v MLR nový politický směr – Gulášový socialismus, který se vyznačoval značným liberalizmem v maďarském hospodářství a životě společnosti. V roce 1966 Ústřední výbor zavedl tzv. Nový ekonomický mechanismus, v rámci něhož se mělo přebudovat hospodářství a zvýšit produktivita tak, aby Maďarsko bylo na světových trzích více konkurenceschopné. Hospodářská reforma nabývala na intenzitě a v letech 1968–1978 vedla k hospodářskému rozvoji. V drobném podnikání se rozšiřovala oblast soukromého sektoru a vzrůstal i počet soukromě hospodařících zemědělců. Od počátku 80. let však docházelo k hospodářské stagnaci, která se logicky dostavila po vyčerpání všech možností extenzivního vývoje. S růstem hospodářských potíží docházelo i k napětí v sociální oblasti. Společnost začala vyžadovat větší svobodu v politické a kulturní sféře. Maďarská zahraniční politika se otevřela více Západu a celkově se MLR začala formovat v demokracii západní typu. Ve volbách v roce 1983 bylo poprvé dovoleno kandidovat nestraníkům. Po nástupu Gorbačova do čela Sovětského svazu v roce 1985, který zahájil Perestrojku, vycítil celý Východní blok, včetně MLR, čas na změnu.

## Pád komunismu

### První kroky
Dne 27. září 1987 je v obci Lakiteleku založeno Maďarské demokratické fórum, soustřeďující ve svých řadách výkvět maďarské demokratické inteligence. 30. března 1988 vznikla politická strana Fidesz a 13. listopadu strana SZDSZ. Také uvnitř samotné MSZMP sílily reformní tendence. Na jarním sjezdu strany překvapivě posílila moc reformistů, kteří požadovali odchod Kádára. Ten byl 22. května 1988 odvolán z funkce Generálního tajemníka MSZMP a nahrazen Károly Grószem. 24. listopadu se novým premiérem stal Miklós Németh. V lednu 1989 došlo k rozhodnutí ústředního výboru MSZMP, inspirované Imre Pozsgaym, které potvrdilo, že povstání v roce 1956 nebylo kontrarevolucí, nýbrž lidovým povstáním.

### Odchod Kádára a pohřeb Imre Nagye
Události začaly nabírat rychlý spád. Na jaře 1989 byl János Kádár uvolněn ze všech svých funkcí. Krátce na to dne 6. července zemřel – ve stejný den, kdy byl rehabilitován Imre Nagy, kterého nechal v roce 1958 popravit. Ve chvíli, kdy maďarský Nejvyšší soud oznamoval verdikt o rehabilitaci Nagye, vstoupil do místnosti neznámý muž a řekl: „Kádár je mrtvý.“ O chvíli dříve 16. června, přesně po 31 letech od popravy, se v Budapešti na náměstí Hrdinů (Hősök tere) za účasti 300 000 lidí konal jedenáctihodinový pohřeb Imre Nagye a dalších zavražděných vůdců, včetně prázdné rakve symbolizující všechny neznámé bojovníky z povstání 1956. Na tomto pohřbu vystoupil pozdější premiér, v té době mladý vysokoškolský student Viktor Orbán (Fidesz) se svým projevem, ve kterém otevřeně prohlásil, že je nutné jednat o stažení sovětských vojsk z Maďarska a skoncovat s komunismem. Za svá slova sklidil bouřlivý potlesk. Tento akt se stal symbolem rozbřesku nové maďarské éry.

### Maďarská „Sametová“ revoluce
Mezi červnem a zářím 1989 se sešli zástupci MSZMP, opozičního Kulatého stolu a tzv. Třetí strany a diskutovali o hlavních problémech procesu na jednáních Národního kulatého stolu. Dne 18. září podepsali dohodu, v níž zdůraznili své odhodlání vytvořit právní a politické podmínky pro přechod k pluralitní demokracii a k vládě práva a překonat vleklou společensko-hospodářskou krizi. Rovněž v září poslanci Národního shromáždění oficiálně prohlásili, že se Maďarsko distancuje od invaze do ČSSR v roce 1968, kterého se MLR musela účastnit z donucení a na nátlak SSSR.
Na počátku října byl svolán mimořádný XIV. sjezd MSZMP, který se stal jejím posledním. 7. října z iniciativy reformních komunistů vznikla nová strana – Magyar Szocialista Párt v čele s Rezső Nyersem. Členství nebylo převedeno a ze 700 000 členů MSZMP se členy MSZP stalo jen 50 000 lidí. Krátce nato byla zrušena Lidová milice.
Došlo k sepsání prozatímní ústavy, která nahradila komunistickou z roku 1949. Zaručovala pokojný přechod k tržní ekonomice, občanskou demokracii, lidská práva a výslovně zakazovala výkon vládní moci jen jednou stranou. Prezidiální rada byla zrušena a nahrazena úřadem prezidenta republiky se značně omezenými funkcemi.

### Vznik Třetí Maďarské republiky
Změna ústavy byla uzákoněna 23. října 1989 v den výročí počátku protikomunistického Maďarského povstání z roku 1956. Téhož dne byl předseda parlamentu Mátyás Szűrös zvolen prozatímním prezidentem a v pravé poledne z balkónu Országházu slavnostně vyhlásil Maďarskou republiku (Třetí Maďarská republika). Krátce poté byla z budovy parlamentu odstraněna rudá hvězda. Tak skončila 40 let trvající existence Maďarské lidové republiky.

### První svobodné volby
První kolo prvních svobodných voleb po 43 letech se konalo 25. března 1990, druhé kolo dne 8. dubna. Ve volbách kandidovalo dvanáct politických stran a hnutí, do parlamentu se však dostala jen polovina. Vítězem se stalo pravicové Maďarské demokratické fórum se ziskem 164 mandátů. Na druhém místě skončilo rovněž pravicové SZDSZ se ziskem 93 mandátů a na třetím místě taktéž pravicové FKgP se 44 křesly. Jediná levicová strana MSZP skončila až čtvrtá jen se 33 mandáty.
Z šesti stran, které se dostaly do parlamentu, uzavřelo MDF s FKgP a KDNP pravostředovou koalici, která se vedle rozvíjení demokracie a tržní ekonomiky zavázala hájit i křesťanské a národní hodnoty. Tato koalice získala více než 60% mandátů. Ostatní křesla obsazená pravicovými poslanci z SZDSZ, Fidesz a levicové MSZP skončila v opozici. Premiérem se stal předseda vítězné strany József Antall.

#### Volební výsledky
Tabulka volebních výsledků šesti nejúspěšnějších politických stran :
| Strana                                | Počet hlasů v číslech (I. kolo) | Počet hlasů v procentech (I. kolo) | Počet hlasů v číslech (II. kolo) | Počet hlasů v procentech (II. kolo) | Počet mandátů v číslech | Počet mandátů v procentech | Úloha v parlamentu |
| ------------------------------------- | ------------------------------- | ---------------------------------- | -------------------------------- | ----------------------------------- | ----------------------- | -------------------------- | ------------------ |
| Maďarské demokratické fórum (MDF)     | 1 213 825                       | 24,72                              | 1 406 269                        | 41,24                               | 164                     | 42,49                      | Vláda              |
| Svaz svobodných demokratů (SZDSZ)     | 1 050 452                       | 21,40                              | 1 045 920                        | 30,68                               | 93                      | 24,09                      | Opozice            |
| Független Kisgazdapárt (FKGP)         | 576 256                         | 11,74                              | 355 112                          | 10,42                               | 44                      | 11,40                      | Vláda i opozice    |
| Magyar Szocialista Párt (MSZP)        | 534 898                         | 10,89                              | 216 496                          | 6,35                                | 33                      | 8,55                       | Opozice            |
| Fiatal Demokraták Szövetsége (Fidesz) | 439 481                         | 8,95                               | 63 064                           | 1,85                                | 21                      | 5,44                       | Opozice            |
| Kereszténydemokrata Néppárt (KDNP)    | 317 183                         | 6,46                               | 126 636                          | 3,71                                | 21                      | 5,44                       | Vláda              |

### Volba prezidenta a první kroky vlády
Prvním úkolem nového parlamentu byla volba prezidenta republiky. Na základě dohody mezi Antallem (předseda vítězného MDF) a vůdci druhé nejsilnější strany SZDSZ byl prezidentem zvolen disident a spisovatel Árpád Göncz. Ten se svého úřadu ujal dne 2. května 1990. József Antall do svého úřadu předsedy vlády oficiálně nastoupil 16. května. Prvním krokem jeho demokratické vlády bylo přijetí současného státního znaku dne 3. července 1990 a urychlení odchodu sovětských vojsk. Poslední vojska Sovětského svazu opouštějí Maďarsko dne 19. června 1991.

## Chronologické shrnutí důležitých událostí
1987
- 27. září – Vzniká politická strana Maďarské demokratické fórum (Magyar Demokrata Fórum).

1988
- 30. březen – Vzniká politická strana Fiatal Demokraták Szövetsége (Svaz mladých demokratů).
- 22. květen – Z funkce Generálního tajemníka MSZMP je odvolán János Kádár a nahrazen Károly Grószem.
- 13. listopad – Vzniká politická strana Svaz svobodných demokratů (Szabad Demokraták Szövetsége).
- 24. listopad – Novým premiérem se stal Miklós Németh.

1989
- leden – Došlo k rozhodnutí ústředního výboru MSZMP, inspirované Imre Pozsgaym, které potvrdilo, že povstání v roce 1956 nebylo kontrarevolucí, nýbrž lidovým povstáním.
- 16. červen – Přesně po 31 letech od popravy se v Budapešti na náměstí Hrdinů za účasti 300 000 lidí konal jedenáctihodinový pohřeb Imre Nagye se všemi poctami.
- 6. červenec – Ve stejný den, kdy je rehabilitován Imre Nagy, umírá János Kádár.
- 18. září – Byla podepsána dohoda opozice s MSZMP, v níž bylo zdůrazněno odhodlání vytvořit právní a politické podmínky pro přechod k pluralitní demokracii a k vládě práva a překonat vleklou společensko-hospodářskou krizi.
- 7. říjen – Z MSZMP vznikla nová strana – Magyar Szocialista Párt v čele s Rezső Nyersem.
- 23. říjen – V den výročí Maďarského povstání prozatímní prezident Mátyás Szűrös z balkónu Országházu slavnostně vyhlašuje Maďarskou republiku (Třetí Maďarská republika).

1990
- 25. březen – Koná se první kolo prvních svobodných voleb po 43 letech.
- 8. duben – Druhé kolo voleb, jasně vítězí pravicové MDF se ziskem 164 mandátů.
- 2. květen – Úřadu prezidenta republiky se ujal Árpád Göncz.
- 16. květen – Do úřadu předsedy vlády nastoupil József Antall.
- 3. července – Národní shromáždění přijalo současný státní znak.

1991
- 15. únor – Došlo k uzavření smlouvy o přátelství a spolupráci ČSFR, Polska a Maďarska, známé dnes jako Visegrádská čtyřka.
- 25. únor – Je rozpuštěna Varšavská smlouva.
- 19. červen – Maďarsko opouštějí poslední vojska Sovětského svazu.

## Závěr
Maďarsko, které již v roce 1956 povstalo proti sovětské moci, se tak stalo po PLR druhým státem Východního bloku, který se vydal na cestu svobody a demokracie. Události, které započaly v Československu dne 17. listopadu, byly, v tehdy již měsíc svobodné Maďarské republice, s nadšením sledovány. Maďarské opoziční strany jako MDF, SZDSZ či Fidesz byly napojeny na opozici československou. Po prvních svobodných volbách v obou zemích, ve kterých jasně zvítězily opoziční pravicové strany, založili prezidenti obou republik Árpád Göncz a Václav Havel, jejichž protikomunistické působení je značně podobné, v maďarském Visegrádu dne 15. března 1991, ještě spolu s polským prezidentem, Visegrádskou skupinu. Deklarací se Visegrádské státy přihlásily k obnově demokracie a svobody, ochraně lidských práv, k boji s pozůstatky totalitního režimu, k vytvoření tržního hospodářství a k stálému přibližování se evropským normám.